# Skogsfalkar
Skogsfalkar (Micrastur) är ett släkte med fåglar i familjen falkar inom ordningen falkfåglar som återfinns i Central- och Sydamerika. Släktet skogsfalkar omfattar sju arter:
- Loretoskogsfalk (M. buckleyi)
- Halsbandsskogsfalk (M. semitorquatus)
- Skifferskogsfalk (M. mirandollei)
- Strimmig skogsfalk (M. ruficollis)
- Kryptisk skogsfalk (M. mintoni)
- Blygrå skogsfalk (M. plumbeus)
- Vitögd skogsfalk (M. gilvicollis)